# Furro
Furro (auch: Furu) ist eine winzige Insel in Somalia. Sie gehört politisch zu Jubaland und geographisch zu den Bajuni-Inseln, einer Kette von Koralleninseln (Barriereinseln), welche sich von Kismaayo im Norden über 100 Kilometer bis zum Raas Kaambooni nahe der kenianischen Grenze erstreckt.

## Geographie
Die Insel liegt vor der Küste zwischen Yabangoodi im Norden und Ilisi im Süden.
Die Insel liegt ca. 1,5 km von der Küste entfernt und besteht aus dem meerseitigen Riffsaum. Noch einmal ca. 80 Meter weiter östlich taucht ein weiterer Riffsaum aus dem Meer auf.

## Klima
Als Klima herrscht heißes Steppenklima mit Monsuneinfluss.